# Dercetina longicornis
Dercetina longicornis es una especie de insecto coleóptero de la familia Chrysomelidae.

## Distribución geográfica
Habita en la Sumbawa y las islas Sangihe (Indonesia).